# Agara pardalina
Agara pardalina is een vlinder uit de familie van de dikkopjes (Hesperiidae). De soort is voor het eerst wetenschappelijk beschreven als Tamyris pardalina door Cajetan Freiherr von Felder en Rudolf Felder in een publicatie uit 1867.
De soort komt voor in Zuid-Amerika waaronder Colombia, Guyana, Brazilië, Ecuador, Peru, Bolivia, Paraguay en Argentinië.